# Tondo Doni
Tondo Doni (of Heilige familie) is een schilderij van de Italiaanse kunstschilder Michelangelo uit 1504.
Michelangelo maakte deze tondo voor de koopman Agnolo Doni en zijn vrouw Maddalena Strozzi.
Het werk bevindt zich nog in de originele vergulde houten lijst, die versierd is met vijf hoofden. Tondo Doni hangt in zaal 25 van het museum Uffizi in Florence. Het heeft een diameter van 120 cm.
Afgebeeld is Maria met haar benen onder zich getrokken op de grond. Zij leunt achterover tegen de knie van Jozef om de kleine, levendige Christus uit zijn stevige greep te pakken. Opvallend zijn de koele en heldere kleuren. Ook de gespierde bovenarmen van Maria zijn een eigen visie van Michelangelo.